# Vigili del fuoco aziendali
Per vigili del fuoco aziendali si intende personale impiegato in un ente privato con mansioni di vigili del fuoco.

## Caratteristiche
Si tratta di personale appositamente assunto con mansioni esclusive, addestrato e dotato di apposite strutture, automezzi di pronto intervento e risorse; qualifica differente dalle semplici squadre aziendali di pronto intervento costituite da dipendenti normalmente adibiti ad altre mansioni ed addestrati per le semplici operazioni di primo soccorso.

## Attività
Numerose attività industriali e presidi ospedalieri a rischio d'incidente rilevante sono dotate di un proprio corpo di vigili del fuoco aziendali, dimensionato in base alle specifiche necessità dello stabilimento o ospedale da proteggere. Sono presenti ed operano soprattutto in raffinerie di petrolio e stabilimenti chimici/petrolchimici e ospedali di vaste dimensioni, nonché nelle grandi acciaierie. In alcuni casi, sono organizzati sotto forma di consorzio per la protezione di aree industriali.

## Nel mondo

### Germania
In Germania sono parte integrante del sistema di soccorso pubblico ed intervengono anche in risposta ad eventi di natura ordinaria, al pari di un distaccamento locale di vigili del fuoco.

### Italia
Operano generalmente all'interno di stabilimenti industriali; la loro formazione è svolta dal Corpo nazionale dei vigili del fuoco.